# Коханевич Євгенія Вікторівна
Коханéвич Євгéнія Вíкторівна (* 5 квітня 1929, смт Любар, Житомирська область, УРСР, СРСР) — українська акушерка-гінекологиня, докторка медичних наук, професорка, заслужений лікар України, заслужена винахідниця СРСР[джерело?], засновниця наукової школи. Наукові роботи у галузі акушерства і гінекології. Напрям наукових досліджень — патологія шийки матки, вагітність та пологи, онкогінекологія, невиношування вагітності, генітальний ендометріоз.

## Біографія
Народилася 5 квітня 1929 року в селищі Любар Житомирської області. У 1946 — 1948 роках навчалася у Київському політехнічному інституті. У  1954 році закінчила Вінницький медичний інститут імені М. І. Пирогова.
В  1954 — 1961 роках працювала районною акушеркою-гінекологинею: спочатку у селі Солопківці Ярмолинецького району, потім у місті Дунаївці, обидва — Хмельницької області. З 1963 року у Києві. У 1963 — 1964 роках — ординаторка, у 1965 — 1980 роках — наукова співробітниця Київського рентгено-радіологічного і онкологічного інституту (КРРОІ).
У  1971 році захистила докторську дисертацію «Світлова та флуоресцентна кольпоцервікоскопія, гістохімічні та цитогенетичні паралелі в діагностиці передпухлинних станів і раку шийки матки».
У 1980 — 2000 роках — завідувачка кафедри акушерства та гінекології № 3 Київського інституту удосконалення лікарів (тепер — Національна медична академія післядипломної освіти імені П.Л.Шупика). Учениця члена-кореспондента АМН СРСР професора О. Ю. Лур'є, професора І. Т. Шевченка. Серед наставників — професори Ю. Т. Коваль, К. П. Ганіна.
Член Європейської асоціації онкогінекологів. Почесна член правління акушерів-гінекологів Гарвардського університету (м. Массачусетс, США). Учасниця ряду міжнародних форумів.

## Наукові праці
Авторка понад 250 наукових праць, в тому числі 5 монографій, 5 навчально-методичних розробок. Під її керівництвом виконані 3 докторські та 29 кандидатських дисертацій.
Основні праці: 
- Комплексна діагностика і комбіноване лікування предрака шийки матки, 1976;
- Практическая гинекология, 1988;
- Кольпоскопия, 1997.

Під редагуванням Є. В. Коханевич вийшла низка колективних праць, зокрема «Актуальные вопросы гинекологии», 1998; « Актуальные вопросы акушерства, гинекологии и репродуктологии», 2006.

## Нагороди, звання
- Доктор медичних наук (1972),
- професор (1985),
- заслужений лікар України (1993),
- заслужений винахідник СРСР (1981).